# Hinojosa del Valle
Hinojosa del Valle è un comune spagnolo di 596 abitanti situato nella comunità autonoma dell'Estremadura, comarca Tierra de Barros.

## Storia

### Simboli
Lo stemma è stato approvato il 25 maggio 2004.
Le piante di finocchio (in spagnolo hinojo) richiamano il nome del paese.